# Allium parvulum
Allium parvulum är en amaryllisväxtart som beskrevs av Aleksei Ivanovich Vvedensky. Allium parvulum ingår i släktet lökar, och familjen amaryllisväxter. Inga underarter finns listade i Catalogue of Life.